# Blanquefort-sur-Briolance
Pour les articles homonymes, voir Blanquefort et Briolance.
Blanquefort-sur-Briolance est une commune du Sud-Ouest de la France située dans le département de Lot-et-Garonne (région Nouvelle-Aquitaine).

## Géographie

### Localisation
La commune est située en haut-Agenais en limite du Périgord noir, dans le nord-est du département de Lot-et-Garonne. Le village est en rive gauche (côté est) de la Briolance, affluent de la Lémance (bassin hydrographique de la Garonne) et qui traverse la commune du nord au sud.

### Communes limitrophes
Blanquefort-sur-Briolance est limitrophe de huit autres communes dont trois dans le département de la Dordogne.
Les communes limitrophes sont  Cuzorn, Gavaudun, Lacapelle-Biron, Lavaur, Mazeyrolles, Saint-Front-sur-Lémance, Sauveterre-la-Lémance et Soulaures.
| Soulaures (Dordogne) | Mazeyrolles (Dordogne)    | Lavaur (Dordogne)       |
| Lacapelle-Biron      | Blanquefort-sur-Briolance | Sauveterre-la-Lémance   |
| Gavaudun             | Cuzorn                    | Saint-Front-sur-Lémance |

### Hameaux et lieux-dits
La commune comprend de nombreux hameaux, dont le plus gros est Saint-Chaliès, et un petit village : la Sauvetat de Blanquefort (sans trait d'union).

### Hydrographie
Outre la Briolance déjà mentionnée plus haut, la Lède, elle aussi affluent du Lot en rive droite et donc sous-affluent de la Garonne, prend source sur la commune à 3,2 km au nord-ouest du village, vers le hameau de Capoulèze.

### Climat
Pour des articles plus généraux, voir Climat de la Nouvelle-Aquitaine et Climat de Lot-et-Garonne.
Historiquement, la commune est exposée à un climat océanique aquitain.  
En 2020, Météo-France publie une typologie des climats de la France métropolitaine dans laquelle la commune est exposée à un climat océanique altéré et est dans la région climatique Aquitaine, Gascogne, caractérisée par une pluviométrie abondante au printemps, modérée en automne, un faible ensoleillement au printemps, un été chaud (19,5 °C), des vents faibles, des brouillards fréquents en automne et en hiver et des orages fréquents en été (15 à 20 jours).
Pour la période 1971-2000, la température annuelle moyenne est de 12,3 °C, avec une amplitude thermique annuelle de 16 °C. Le cumul annuel moyen de précipitations est de 933 mm, avec 12 jours de précipitations en janvier et 6,5 jours en juillet. Pour la période 1991-2020, la température moyenne annuelle observée sur la station météorologique la plus proche, située sur la commune de Lacapelle-Biron à 6 km à vol d'oiseau, est de 13,6 °C et le cumul annuel moyen de précipitations est de 833,3 mm,. Pour l'avenir, les paramètres climatiques de la commune estimés pour 2050 selon différents scénarios d’émission de gaz à effet de serre sont consultables sur un site dédié publié par Météo-France en novembre 2022.

## Urbanisme

### Typologie
Au 1er janvier 2024, Blanquefort-sur-Briolance est catégorisée commune rurale à habitat très dispersé, selon la nouvelle grille communale de densité à sept niveaux définie par l'Insee en 2022.
Elle est située hors unité urbaine et hors attraction des villes,.

### Occupation des sols

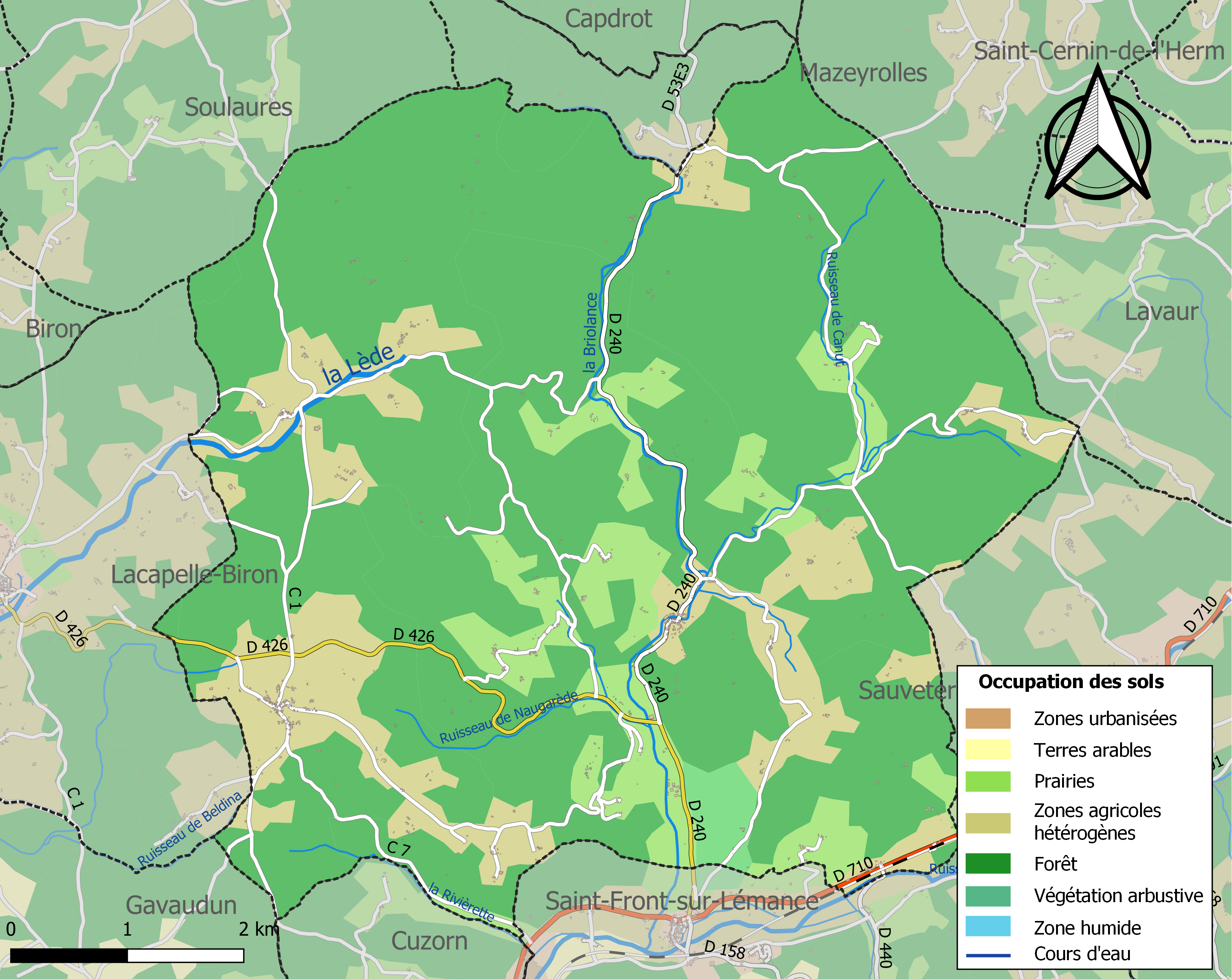
Carte des infrastructures et de l'occupation des sols de la commune en 2018 (CLC).

L'occupation des sols de la commune, telle qu'elle ressort de la base de données européenne d’occupation biophysique des sols Corine Land Cover (CLC), est marquée par l'importance des forêts et milieux semi-naturels (75,6 % en 2018), en augmentation par rapport à 1990 (73,4 %). La répartition détaillée en 2018 est la suivante : 
forêts (74,6 %), zones agricoles hétérogènes (14,9 %), prairies (9,5 %), milieux à végétation arbustive et/ou herbacée (1 %). L'évolution de l’occupation des sols de la commune et de ses infrastructures peut être observée sur les différentes représentations cartographiques du territoire : la carte de Cassini (XVIIIe siècle), la carte d'état-major (1820-1866) et les cartes ou photos aériennes de l'IGN pour la période actuelle (1950 à aujourd'hui).

### Risques majeurs
Le territoire de la commune de Blanquefort-sur-Briolance est vulnérable à différents aléas naturels : météorologiques (tempête, orage, neige, grand froid, canicule ou sécheresse), inondations, feux de forêts, mouvements de terrains et séisme (sismicité très faible). Il est également exposé à un risque technologique,  le transport de matières dangereuses. Un site publié par le BRGM permet d'évaluer simplement et rapidement les risques d'un bien localisé soit par son adresse soit par le numéro de sa parcelle.

#### Risques naturels
Certaines parties du territoire communal sont susceptibles d’être affectées par le risque d’inondation par une crue à  débordement lent de cours d'eau, notamment la Lémance et la Lède . La commune a été reconnue en état de catastrophe naturelle au titre des dommages causés par les inondations et coulées de boue survenues en 1982, 1993, 1999, 2003 et 2009,.
Blanquefort-sur-Briolance est exposée au risque de feu de forêt. Depuis le 20 avril 2016, les départements de la Gironde, des Landes et de Lot-et-Garonne disposent d’un règlement interdépartemental de protection de la forêt contre les incendies. Ce règlement vise à mieux prévenir les incendies de forêt, à faciliter les interventions des services et à limiter les conséquences, que ce soit par le débroussaillement, la limitation de l’apport du feu ou la réglementation des activités en forêt. Il définit en particulier cinq niveaux de vigilance croissants auxquels sont associés différentes mesures,.
Les mouvements de terrains susceptibles de se produire sur la commune sont des affaissements et effondrements liés aux cavités souterraines (hors mines) et des tassements différentiels. Afin de mieux appréhender le risque d’affaissement de terrain, un inventaire national permet de localiser les éventuelles cavités souterraines sur la commune.

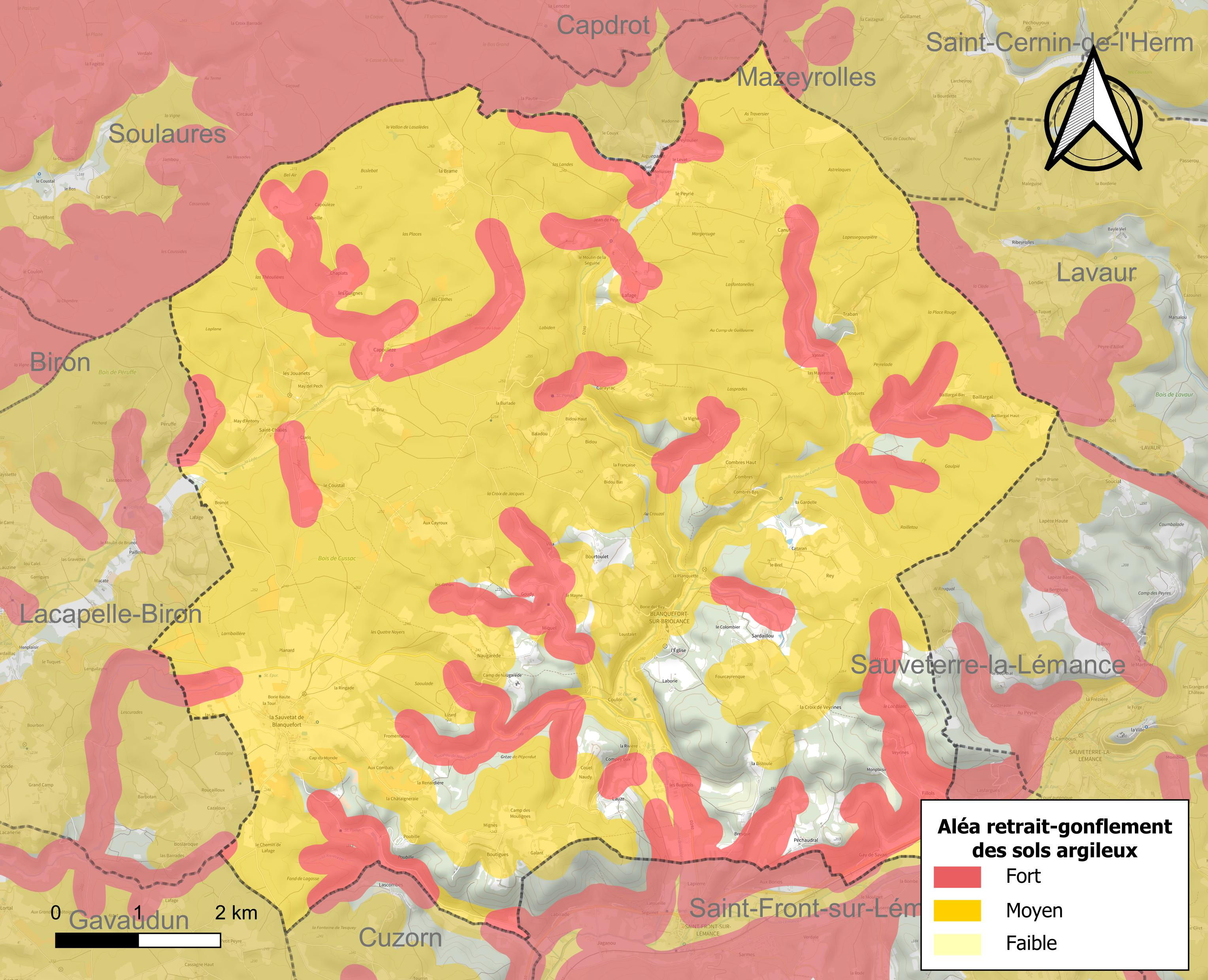
Carte des zones d'aléa retrait-gonflement des sols argileux de Blanquefort-sur-Briolance.

Le retrait-gonflement des sols argileux est susceptible d'engendrer des dommages importants aux bâtiments en cas d’alternance de périodes de sécheresse et de pluie. 89,9 % de la superficie communale est en aléa moyen ou fort (91,8 % au niveau départemental et 48,5 % au niveau national). Depuis le 1er octobre 2020, en application de la loi ELAN, différentes contraintes s'imposent aux vendeurs, maîtres d'ouvrages ou constructeurs de biens situés dans une zone classée en aléa moyen ou fort,.
Concernant les mouvements de terrains, la commune a été reconnue en état de catastrophe naturelle au titre des dommages causés par la sécheresse en 2003 et par des mouvements de terrain en 1999.

## Histoire

### Préhistoire
Grotte de la Borie del Rey
La grotte de la Borie del Rey est le site éponyme du Laborien, un faciès culturel de l'Épipaléolithique (phase finale du Paléolithique) qui caractérise une transition du Magdalénien vers le Mésolithique.
La grotte est fouillée dans les années 1950 par Laurent Coulonges, qui y trouve dans les couches inférieures un ensemble « Magdaléno-Périgordien ». Il établit un parallèle entre ce profil et les niveaux les plus récents du Roc Allan, un site voisin. Il définit la série de la Borie comme du Laborien, un nom qui apparaît dans la littérature en 1963 pour désigner une lente évolution du Magdalénien final vers le Mésolithique.
Jean-Marie Le Tensorer, qui passe sur le site en 1971 avec L. Coulonges, fait un croquis de relevé de coupe et précise la stratigraphie avec un Proto- ou Pré-Laborien (couche c7), un Laborien (couche c5) et un Épi-Laborien (couche c3).
Elle est fouillée de nouveau en 2019 et 2020 par une équipe dirigée par Matthieu Langlais.
Julia Roussot-Larroque y reconnaît également du Préroucadourien II (du nom de la grotte de Roucadour), avec quelques tessons de poterie à pâte homogène criblée de dégraissants.

## Politique et administration

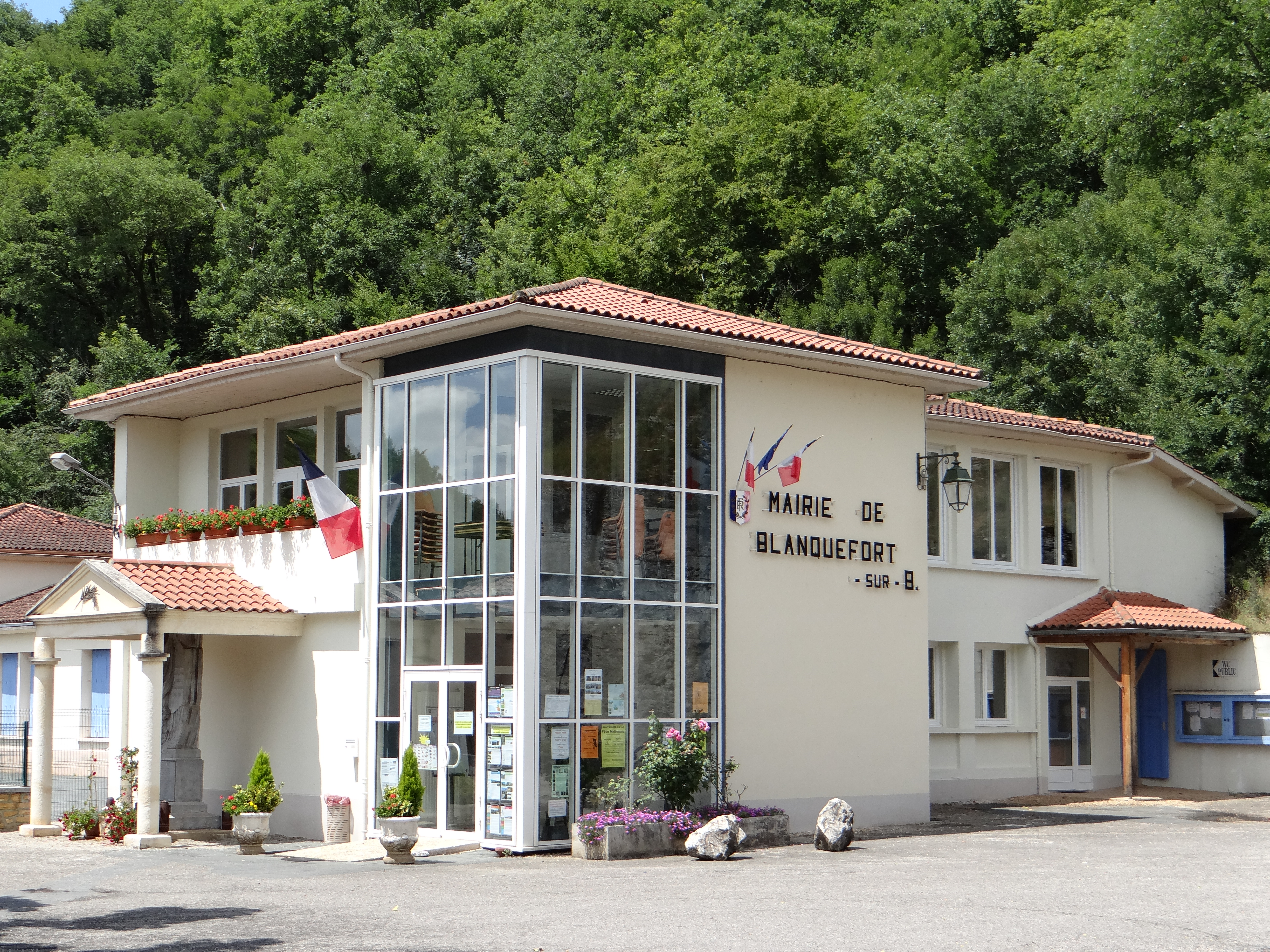
La mairie.

| Période                                  | Période   | Identité                     | Étiquette | Qualité                                                                                     |
| ---------------------------------------- | --------- | ---------------------------- | --------- | ------------------------------------------------------------------------------------------- |
|                                          | 1814      | Jean-Pierre Laffon-Brisse    |           |                                                                                             |
| 1814                                     | 1816      | Jean-Baptiste Gignoux        |           |                                                                                             |
| 1816                                     | 1822      | Jean-Pierre Laffon-Brisse    |           |                                                                                             |
| 1822                                     | 1829      | Jacques Gervais              |           |                                                                                             |
| 1829                                     | 1844      | Raymond Trubelle             |           |                                                                                             |
| 1844                                     | 1846      | Jean Semirot                 |           |                                                                                             |
| 1846                                     | 1848      | Léon Dominique Laffon-Brisse |           |                                                                                             |
| 1848                                     | 1855      | Jean-Pierre Trubelle         |           |                                                                                             |
| 1855                                     | 1860      | Jacques Félix Claris         |           |                                                                                             |
| 1860                                     | 1870      | Jean Félix Claris            |           |                                                                                             |
| 1870                                     | 1874      | Léon Laffon-Brisse           |           |                                                                                             |
| 1874                                     | 1876      | Auguste Claris               |           |                                                                                             |
| 1876                                     | 1877      | Léon Laffon-Brisse           |           |                                                                                             |
| 1877                                     | 1878      | Marceau Gipoulou             |           |                                                                                             |
| 1878                                     | 1881      | Léon Laffon-Brisse           |           |                                                                                             |
| 1881                                     | 1891      | Marceau Gipoulou             |           |                                                                                             |
| 1891                                     | 1892      | Père Glady                   |           |                                                                                             |
| 1892                                     | 1908      | Jean Bidou                   |           |                                                                                             |
| 1908                                     | 1919      | Jean Castagne                |           |                                                                                             |
| 1919                                     | 1922      | Louis Rumeau                 |           |                                                                                             |
| 1922                                     | 1965      | Joseph Andrau                |           |                                                                                             |
| 1965                                     | 1989      | Pierre Despont               |           |                                                                                             |
| 1989                                     | mars 2001 | Jean-Pierre Semirot          |           |                                                                                             |
| mars 2001                                | mars 2014 | Pierre Mesqui                |           | Retraité de l'industrie du bois                                                             |
| mars 2014 (réélue en mai 2020)           | En cours  | Sophie Gargowitsch           | DVG       | Professeur d’anglais, gérante d’un cabinet de sophro-relaxologue Conseillère départementale |
| Les données manquantes sont à compléter. |           |                              |           |                                                                                             |

## Démographie
L'évolution du nombre d'habitants est connue à travers les recensements de la population effectués dans la commune depuis 1793. Pour les communes de moins de 10 000 habitants, une enquête de recensement portant sur toute la population est réalisée tous les cinq ans, les populations de référence des années intermédiaires étant quant à elles estimées par interpolation ou extrapolation. Pour la commune, le premier recensement exhaustif entrant dans le cadre du nouveau dispositif a été réalisé en 2005.

En 2022, la commune comptait 517 habitants, en évolution de +9,77 % par rapport à 2016 (Lot-et-Garonne : −0,18 %, France hors Mayotte : +2,11 %).
| 1793  | 1800  | 1806  | 1821  | 1831  | 1836  | 1841  | 1846  | 1851  |
| ----- | ----- | ----- | ----- | ----- | ----- | ----- | ----- | ----- |
| 1 633 | 1 668 | 1 781 | 1 700 | 1 760 | 1 730 | 1 752 | 1 794 | 1 748 |

| 1856  | 1861  | 1866  | 1872  | 1876  | 1881  | 1886  | 1891  | 1896  |
| ----- | ----- | ----- | ----- | ----- | ----- | ----- | ----- | ----- |
| 1 764 | 1 693 | 1 592 | 1 408 | 1 463 | 1 501 | 1 510 | 1 238 | 1 169 |

| 1901  | 1906  | 1911 | 1921 | 1926 | 1931 | 1936 | 1946 | 1954 |
| ----- | ----- | ---- | ---- | ---- | ---- | ---- | ---- | ---- |
| 1 120 | 1 110 | 962  | 824  | 778  | 748  | 700  | 710  | 703  |

| 1962 | 1968 | 1975 | 1982 | 1990 | 1999 | 2005 | 2006 | 2010 |
| ---- | ---- | ---- | ---- | ---- | ---- | ---- | ---- | ---- |
| 727  | 666  | 587  | 549  | 468  | 492  | 499  | 500  | 515  |

| 2015 | 2020 | 2022 | - | - | - | - | - | - |
| ---- | ---- | ---- | - | - | - | - | - | - |
| 472  | 506  | 517  | - | - | - | - | - | - |

## Économie
Le territoire de la commune étant presque entièrement recouvert par la forêt, plusieurs établissements en dépendent : une scierie, quelques exploitations forestières et des petites entreprises de la filière bois et de châtaignes.
Une entreprise de métallurgie est aussi installée sur la commune.
Une carrière, qui peine à s’installer sur la commune, est en projet, ce qui maintiendrait 3 emplois.
En 2019, une boulangerie ouvre avec l'aide de la commune. Atypique, la cuisson dite « chauffe directe » se fait au feu de bois, les farines sont issues exclusivement de blés de variétés anciennes, cultivés et moulus dans des fermes voisines. Les techniques de panification anciennes et peu communes de nos jours sont à souligner : utilisation exclusive du levain, faible ensemencement et temps de fermentation pouvant aller jusqu'à 15 heures à température ambiante. La boulangerie est l'une des rares en France à suivre le cahier des charges établi par Nature et Progrès[réf. à confirmer].

## Vie locale

### Enseignement
La commune dispose d'une école maternelle et d'une école primaire dont les classes sont réparties avec la commune voisine de Gavaudun.
À la rentrée 2016, la pédagogie Montessori y sera mise en place - une première en France pour une école publique. Le choix a été fait par la maire de la commune, Mme Gargowitsch, avec accord du maire de la commune de Gavaudun pour garantir un nombre suffisant d'élèves et le maintien des classes.

### Culture et événements
- Tournage de l'émission Des racines et des ailes à l'été 2010.
- Fête de la citrouille et de la Saint-Martin en octobre et fête des fleurs en mai.
- Randonnées VTT et pédestre Lou Castagnal au mois d'août.
- Marché fermier en juillet et août, les dimanches matin.
- Diverses associations y existent comme l'association Val Lémance.
- Public Sénat diffuse le dimanche 19 février 2017 un portrait du maire de la commune dans la série "C'est vous la France".

#### Inventaire du patrimoine culturel immatériel
Certaines pratiques culturelles vivantes de Blanquefort-sur-Briolance sont inscrites à l'Inventaire du patrimoine culturel immatériel en France.
- La quête des œufs

La quête des œufs était une tradition très suivie jusque dans les années 1980. Depuis, cette pratique s’est arrêtée, mais elle a tendance à revenir sur le devant de la scène pour la Toussaint.
Le principe de la quête des œufs est que des groupes de garçons aillent toquer aux portes des maisons et des fermes pour obtenir des œufs. La dernière maison visitée est celle où l’on fera l’omelette. Cette maison n’est pas choisie au hasard, c’est là où il y a une fille à marier. On comprend qu’aujourd’hui, la pratique ait encore du mal à survivre, les poulaillers se faisant rares chez les habitants et les rencontres se faisant par d’autres biais. Il se pouvait aussi que des affrontements éclatent entre les groupes de garçons, qui se jetaient alors les œufs.
- Le carnaval

Le carnaval de Blanquefort était apprécié des enfants car c’était l’occasion pour eux d’aller fouiller dans le grenier pour trouver de vieux vêtements qui constitueraient leurs déguisements. Ils fabriquaient également des masques, le tout dans le but de ne pas être reconnus lors de la chasse aux bonbons chez les habitants de Blanquefort.
Cette tradition, qui a disparu dans les années 1960, a été réhabilitée mais se déroule désormais à la Toussaint, en reprenant les rituels de la Saint-Martin et du carnaval, à l’image des fêtes de la Saint-Martin en Allemagne par exemple. Désormais, les adultes participent à la quête aux côtés des enfants, des musiciens habillés en petaçons sillonnent également les rues ornées de citrouilles et de bougies. Un repas est ensuite donné au bar-restaurant du village.
- Les contes

Les contes ont souvent portés sur des histoires locales, comme la légende de la pierre du pied du Diable.

## Lieux et monuments
- Château de Blanquefort-sur-Briolance[37] ;
- Église Notre-Dame de Blanquefort-sur-Briolance[38] ;
- Église Saint-Jean-Baptiste de Saint-Chaliès[39],[40] ;
- Église Sainte-Madeleine de La Sauvetat de Blanquefort[41],[42],[43] ;
- Hauts-fourneaux de Blanquefort-sur-Briolance[44],[45] ;
- Ferme de Blanquefort-sur-Briolance[46] ;
- Manoir Latour de La Sauvetat de Blanquefort[47].

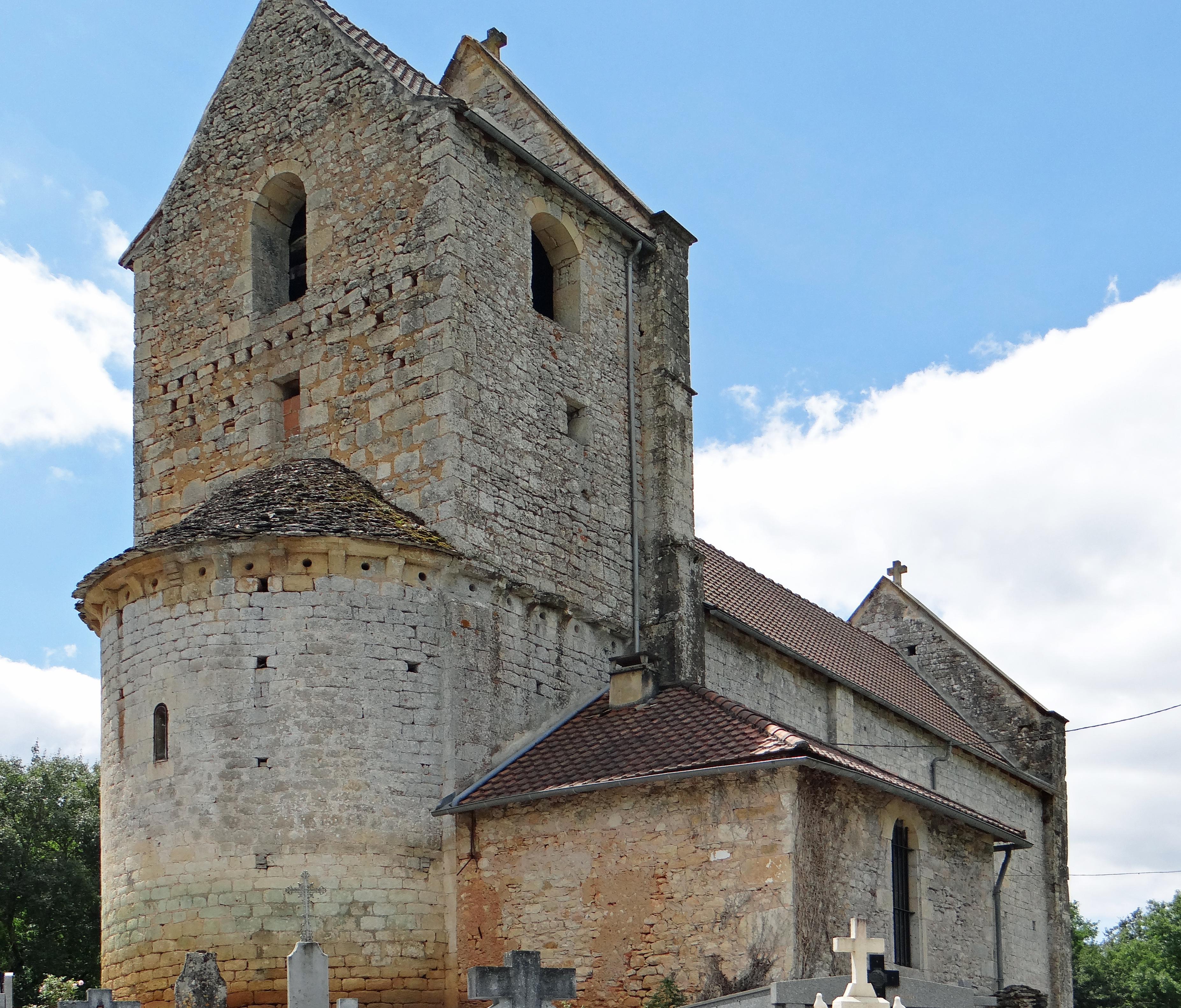
Église Notre-Dame de Blanquefort.
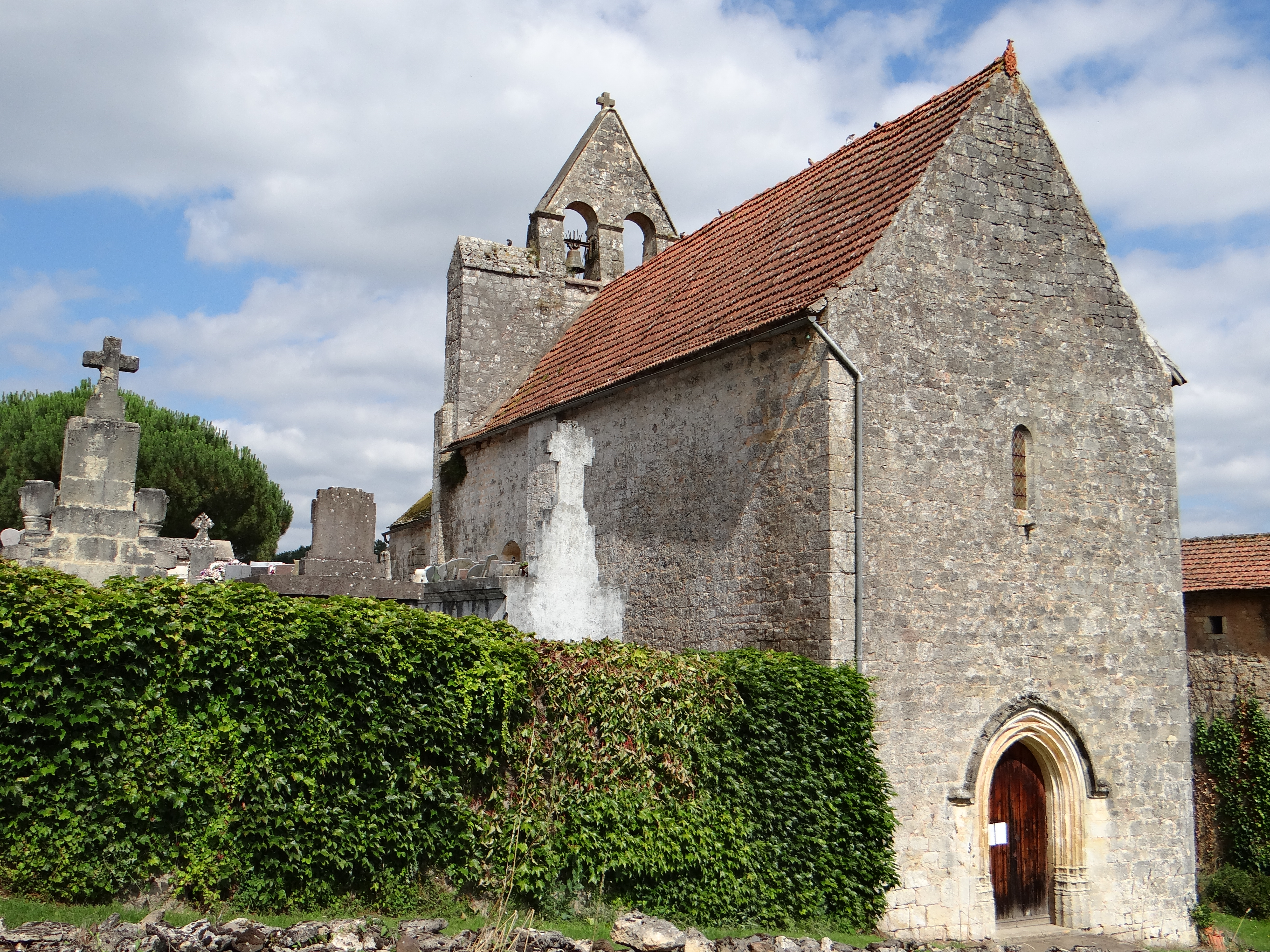
Église de Saint-Chaliès.
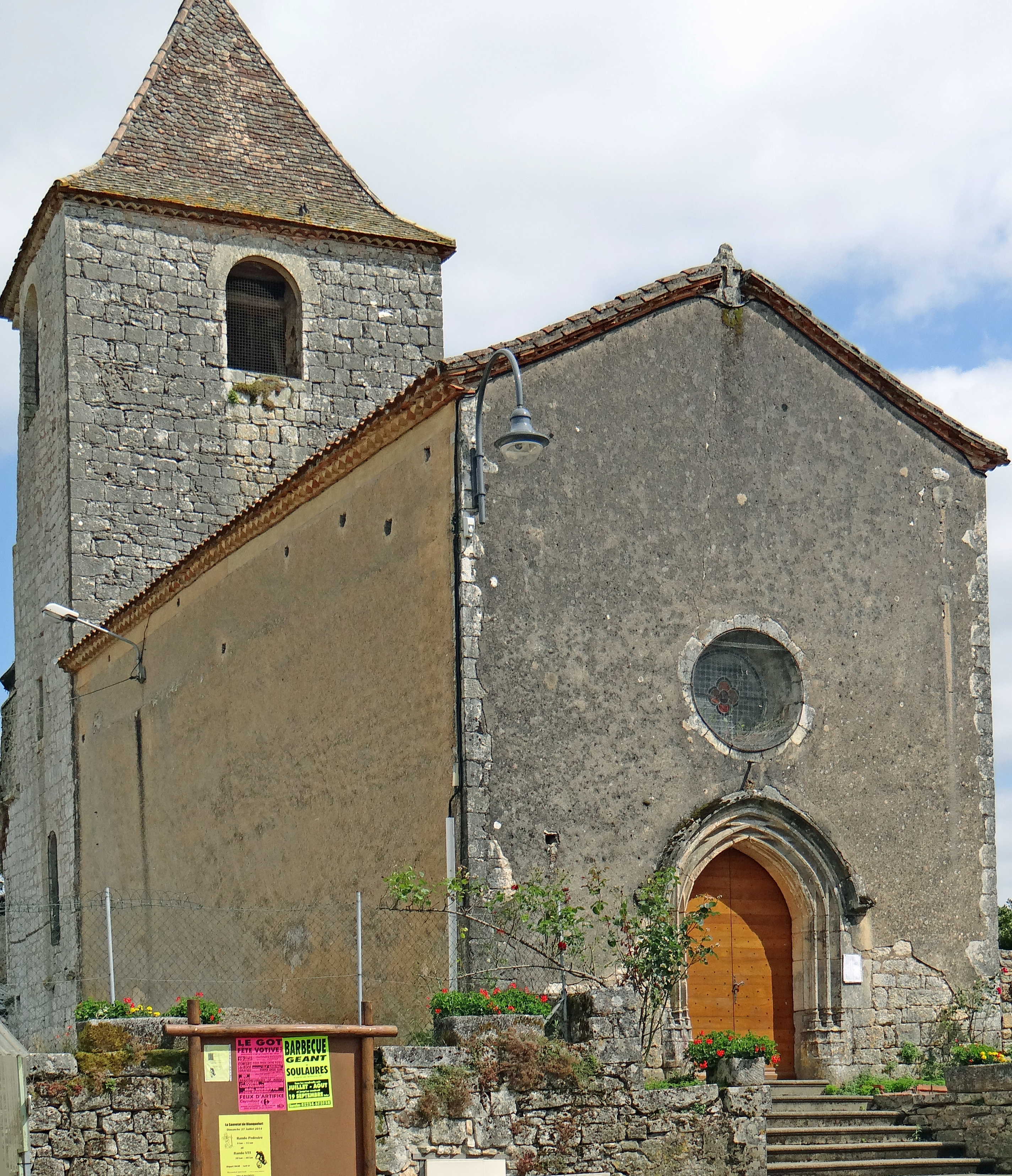
Église de La Sauvetat de Blanquefort.
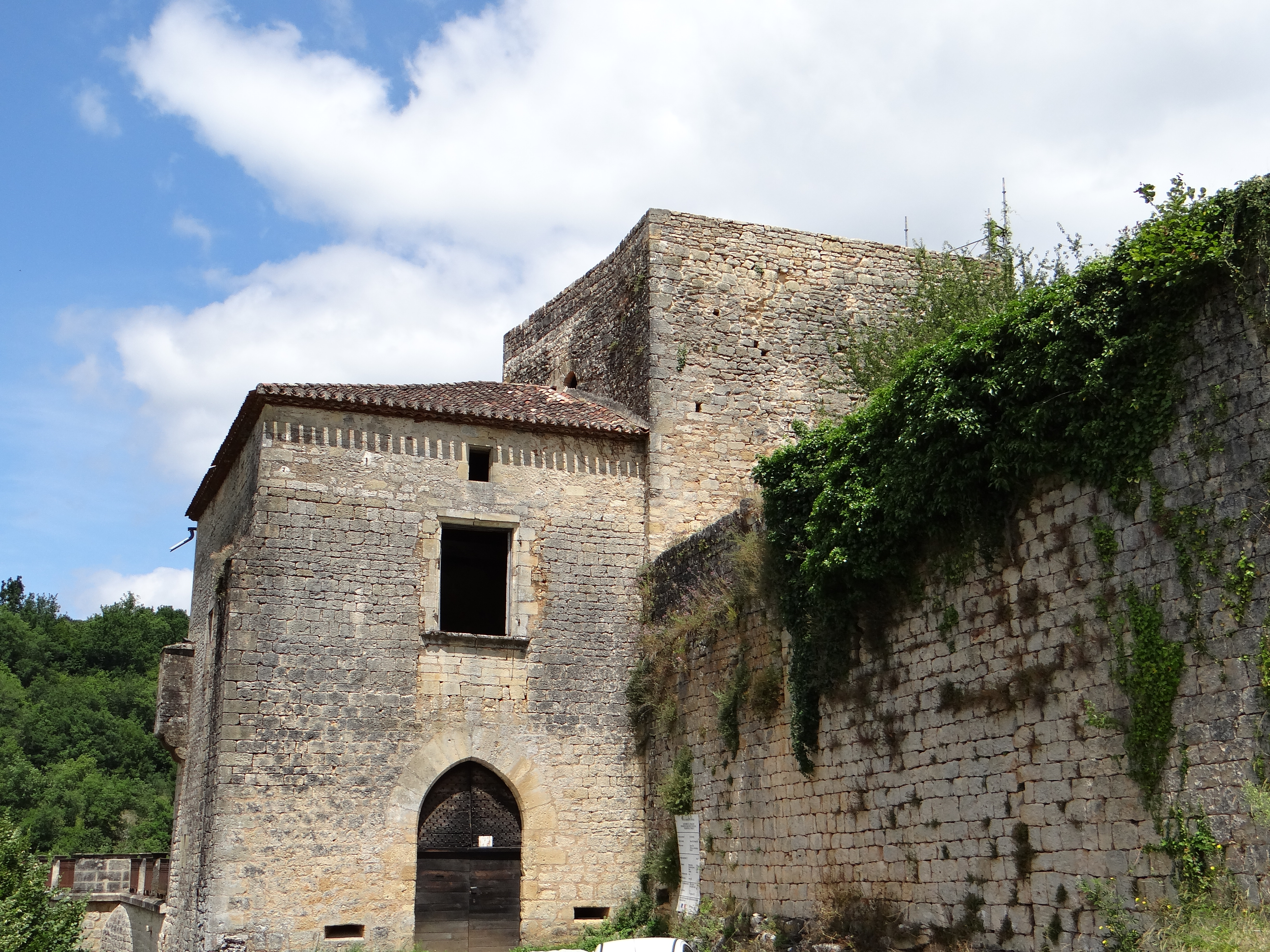
Entrée du château de Blanquefort-sur-Briolance
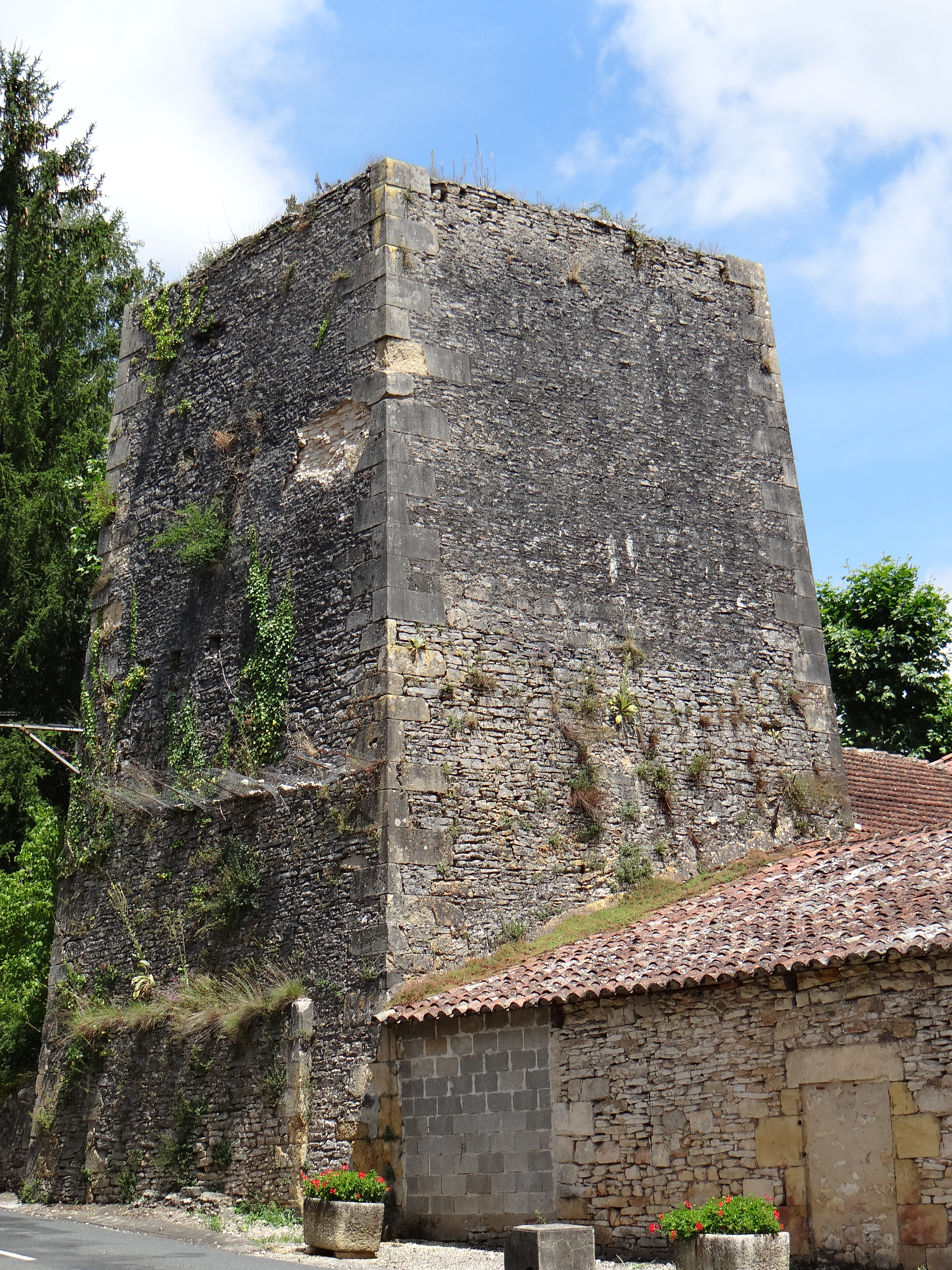
Ancien haut-fourneau.

## Personnalités liées à la commune
- la famille de Roquefeuil-Blanquefort, dont Bérenger de Roquefeuil (1448-1530), constructeur du château de Bonaguil.
- Pierre Sylvain Régis (1632-1707), philosophe français disciple de Descartes, membre de l'Académie royale des sciences, né à La Sauvetat de Blanquefort.
- Léon Rabot, né à la fin du XIXe siècle dans la commune, cycliste professionnel ayant accompli deux Tours de France.